# Jean-Christophe Rufin
Jean-Christophe Rufin (Bourges, 28 juni 1952), is een Franse arts, diplomaat en schrijver. Van 2002 tot 2006 was hij de voorzitter van de Franse humanitaire organisatie Action contre la Faim. Hij was de Franse ambassadeur in Senegal en Gambia van 2007 tot 2010. Hij werd in 2008 gekozen tot lid van de Académie française.

## Privéleven
Omdat de vader van Rufin het gezin al vroeg verlaten had en zijn moeder als journaliste in Parijs werkte groeide Jean-Christophe op bij zijn grootouders in Bourges. 
Zijn grootvader heeft als arts deelgenomen aan de Eerste Wereldoorlog. In 1940, gedurende de bezetting van Frankrijk door Duitse troepen in de Tweede Wereldoorlog, werd hij gedeporteerd naar het concentratiekamp Buchenwald. Een represaille voor het verbergen van leden van het verzet in zijn huis in Bourges.
Jean-Christophe Rufin heeft drie kinderen. Zijn eerste vrouw komt uit een Russisch gezin; ze hebben een zoon, Maurice. In Eritrea heeft hij zijn tweede vrouw ontmoet, Azeb, een Ethiopische uit een grote Amhara-familie. Uit deze verbintenis worden twee meisjes geboren: Gabrielle (in 1992) en Valentine (in 1995). Azeb Rufin is literair agent bij het literaire agentschap Ras Dashen in Parijs.
Rufin woont voor twee derde van het jaar in een oude boerderij in dorp Saint-Nicolas-de-Véroce in het Mont Blancmassief, waar hij zich terugtrekt om te schrijven.

## Opleiding
Na het doorlopen van de middelbare school ging Jean-Christophe Rufin geneeskunde en politicologie studeren. Geneeskunde aan de medische faculteit van het Hôpital de la Salpêtrière en politieke wetenschappen aan het L'Institut d'études politiques de Paris (Sciences Po). Hij vervulde zijn militaire dienstplicht als ontwikkelingswerker. Daarvoor vertrok hij in 1976 naar Sousse, Tunesië, waar hij werkte op de afdeling verloskunde van een kraamkliniek. In 1980 studeerde hij af aan het Sciences Po.

## Medische loopbaan
Na zijn specialisatie neurologie (1976-1981), voornamelijk aan het Hôpital de la Salpêtrière, werkte Jean-Christophe Rufin bij verschillende Parijse ziekenhuizen. Hij werd vervolgens hoofd van de kliniek van de Faculteit der Geneeskunde (1981-1985). Hierna werkte Rufin voor verschillende internationale humanitaire organisaties.
Tijdens de perioden dat hij in Frankrijk verbleef werkte hij in het ziekenhuis van Nanterre (1994-1995) en in het Saint-Antoine-ziekenhuis in Parijs (1995-1996). In 1997 verliet hij Brazilië en keerde terug naar Frankrijk om een psychiatrische afdeling op te zetten in het Saint-Antoine-ziekenhuis.
Rufin is buitenlands lid van de Koninklijke Academie voor Geneeskunde van België.

## Werk voorNGO's
Jean-Christophe Rufin is een van de pioniers van de humanitaire organisatie Artsen zonder Grenzen. Voor deze organisatie leidde hij tal van missies in Oost-Afrika en Latijns-Amerika. Zijn eerste humanitaire missie was in 1976 in het door de oorlog verwoeste Eritrea.
In 1985 werd Jean-Christophe Rufin medisch directeur van Artsen zonder Grenzen in Ethiopië. Van 1991 tot 1993 was hij vice-president van deze organisatie. De raad van bestuur vroeg hem de organisatie in 1993 te verlaten omdat hij een politieke functie bij het Ministerie van Defensie wilde aanvaarden.
Tussen 1994 en 1996 was hij directeur van het Franse Rode Kruis.
In 1999 werd hij, als directeur van de Franse medische hulporganisatie Première Urgence, gedetacheerd in Kosovo. Hij slaagde er in om elf Franse medewerkers van deze hulporganisatie, die werden gegijzeld door de Bosnische Serviers, te bevrijden.
In 2002 werd hij voorzitter van de non-gouvernementele organisatie Action contre la faim (Actie tegen  honger). Hij verliet deze functie in juni 2006 om zich aan het schrijven te wijden. Hij is nog steeds erevoorzitter van deze organisatie.
Rufin is lid van het Franse comité van de Human Rights Watch organisatie.

## Ambtelijke en politieke carrière
Jean-Christophe Rufin werkte van 1986 tot 1988 voor Claude Malhuret, de toenmalige Franse staatssecretaris voor de mensenrechten. 
Vervolgens werkte hij van 1989 tot 1990 bij de Franse ambassade in Brazilië als attaché voor cultuur en samenwerking.
In 1993 trad hij in dienst van het Ministerie van Defensie waar hij werd belast met vredeshandhavingsoperaties. 
In 1995 verliet hij het Ministerie en werd hij cultureel attaché in Recife in het noordoosten van Brazilië.
Rufin werkte tussen 1996 en 1999 bij de Franse denktank L’Institut de relations internationales et stratégiques (Iris) als Directeur onderzoek. Ook gaf Rufin colleges over mensenrechten en internationale betrekkingen aan Institut d'études politiques (IEP) in Parijs en over vredeshandhaving aan het Collège Interarmées de Défense (CID). 
In 2003 heeft Rufin in opdracht van de Franse minister van Binnenlandse Zaken Dominique de Villepin een rapport geschreven over de opkomst van antisemitisme in Frankrijk.
Op 3 augustus 2007 werd hij benoemd tot ambassadeur van Frankrijk in Senegal en Gambia op voorstel van de minister van Buitenlandse Zaken Bernard Kouchner. Hij verlaat zijn functie als ambassadeur in Senegal op 30 juni 2010. Daarna wijdde hij zich aan het schrijven.

## Schrijverschap
Jean-Christophe Rufin werkte meer dan twintig jaar bij NGO's. Tijdens deze periode heeft hij een aantal boeken en essays geschreven over het werk van humanitaire bewegingen en het krachtenveld waarin deze organisaties opereren. Deze boeken zijn niet in het Nederlands vertaald.
Een deel van het literaire oeuvre van Rufin is wel in het Nederlands vertaald. De Abessijn en Braziliaans rood zijn avontuurlijke historische romans.
De rode halsband is een spannende roman over trouw en menselijkheid. In een gevangenis in Frankrijk bevindt zich een gedecoreerde soldaat die een proces ondergaat omdat hij het vaderland beledigd heeft. Het verhaal speelt zich af aan het einde van de Eerste Wereldoorlog in een dorp op het Franse platteland.
Globalia, is een sciencefictionroman over de ontregeling van een globaliserende wereld.
Het verslag van  zijn voettocht naar Santiago de Compostella is ook in het Nederlands vertaald.
In de roman Checkpoint komt de ervaring van Rufin met humanitaire missies het meest tot uitdrukking. Een kleine expeditie van een Franse NGO is in 1995 op weg naar Centraal Bosnië. De spanning tussen de expeditieleden loopt op naarmate ze verder in het oorlogsgebied binnendringen. In Checkpoint onderzoekt Jean-Christophe Rufin de vraag of je in een tijd van terreur en geweld kunt volstaan met humanitaire hulp.
De boeken van Jean-Christophe Rufin zijn in meer dan twintig talen vertaald. Voor zijn literaire werk ontving Rufin vele prijzen, waaronder de Prix Goncourt in 2001 voor Rouge Brésil (Braziliaans rood). 
Hij werd op 19 juni 2008 gekozen door de Académie française op de plek van de schrijver Henri Troyat (28e zetel).
Rufin bezit een eredoctoraat van de Université Laval (Quebec) en van de Université catholique de Louvain in België.
In maart 2018 is zijn roman Le Collier rouge (De rode halsband) verfilmd door Jean Becker.

## Romans (in Nederlandse vertaling)
- 1997 L'Abyssin. Nederlandse vertaling: De Abessijn. Relaas van de buitengewone reizen van Jean-Baptiste Poncet, gezant van de negus bij Zijne Majesteit Lodewijk XIV. Vertaald door Jelle Noorman. Uitgeverij Atlas, Amsterdam, 1999.
- 2001 Rouge Brésil. Nederlandse vertaling: Braziliaans rood. Vertaald door Floor Borsboom. Uitgeverij Atlas, Amsterdam, 2003.
- 2003 Globalia. Nederlandse vertaling: Globalia. Vertaald door Katelijne De Vuyst. De Bezige Bij, Amsterdam, 2004.
- 2013 Immortelle Randonnée : Compostelle malgré moi. Nederlandse vertaling: Compostella. Voetreis naar het einde van de wereld. Vertaald door Katelijne De Vuyst. De Bezige Bij, Amsterdam, 2014.
- 2014 Le Collier Rouge. Nederlandse vertaling: De rode halsband. Vertaald door Katelijne De Vuyst. De Bezige Bij, Amsterdam, 2015.
- 2015 Check-point. Nederlandse vertaling: Checkpoint. Vertaald door Katelijne De Vuyst. De Bezige Bij, Amsterdam, 2017.

## Links
Virtual International Authority File (VIAF): 86450032
- Bibsys: 6245
- Biblioteca Nacional de España: XX1101043
- Bibliothèque nationale de France: cb119231128 (data)
- Catàleg d'autoritats de noms i títols de Catalunya: 981058511262006706
- CiNii: DA05155831
- Gemeinsame Normdatei: 121868729
- International Standard Name Identifier: 0000 0001 1681 949X
- Library of Congress Control Number: n81088396
- MusicBrainz: 996c20a5-e11c-4629-818d-75c170195078
- Bibliotheek van het Japanse parlement: 00729568
- Nationale Bibliotheek van Tsjechië: kup19980000084988
- Nationale bibliotheek van Australië: 36528135
- Nationale Bibliotheek van Israël: 987007303290405171
- Nationale en Universitaire bibliotheek Zagreb: 000301403
- Nederlandse Thesaurus van Auteursnamen: 158730976
- Istituto Centrale per il Catalogo Unico: TO0V255411
- LIBRIS: 308164
- Système universitaire de documentation: 02711533X
- Trove: 1274208
- Virtual International Authority File: 86450032
- WorldCat: E39PBJcrdvt36qYw3hRR6HdbBP